# Andrej Aljančič
Andrej Aljančič, slovenski rimskokatoliški duhovnik, * 21. november 1813, Kovor, † 9. april 1894, Celovec

## Življenje in delo
Po končanem šolanju v celovškem semenišču, kjer je bil Slomškov učenec, je bil 1838 posvečen v duhovnika. Kot kaplan je služboval v raznih krajih Koroške, bil nato kanonik v Velikovcu, postal 1848 župnik v Škocjanu in 1855 šolski nadzornik doberlovaške dekanije, 1862 dekan in mestni župnik velikovški, 1872 častni in 1873 pravi kanonik krške škofije v Celovcu ter 1888 papežev prelat. V Kovorju je dal na svoje stroške napraviti vodovod ter volil v oporoki 2000 goldinarjev, da se iz obresti revnim učencem njegove rojstne vasi nabavlja obleka. V Celovcu se je kot član okrajnega šolskega sveta odločno, četudi skoraj brezuspešno potegoval za vpeljavo slovenščine v ljudskih šolah ter uspešno deloval v odboru Mohorjeve družbe.